# Душан Максимович
Душан Максимович (сербохорв. Dušan Maksimović, нар. 6 січня 1940) — югославський футбольний арбітр. Арбітр ФІФА у 1973—1980 роках.

## Кар'єра
Працював на таких турнірах:
- Молодіжний чемпіонат світу 1977 року (1 матч)
- Перший матч фіналу Кубка УЄФА 1977/78
- Чемпіонат світу 1978 (1 матч)